# McCracken (Kansas)
McCracken – miasto w Stanach Zjednoczonych, w stanie Kansas, w hrabstwie Rush.